# 木津信用組合
木津信用組合（きづしんようくみあい）は、かつて存在した日本の信用協同組合である。略称は「木津信」（きづしん）。1995年（平成7年）8月30日に業務停止命令を受けて経営破綻した。

## 略歴
木津卸売市場の設立者であった花崎米太郎が、1953年（昭和28年）市場の業者に呼びかけて出資金を募り組合を作ったのが始まりであり、破綻時の理事長であった鍵弥実は縁故で設立時に就職する。
1970年（昭和45年）に大口取引先が倒産し、当時、大阪府内の組合で預金量が22億円と最低であった組合が経営危機にさらされるも、鍵弥が預金獲得キャンペーンを主導し、預金を倍増させ危機を乗り切り組合の実権を掌握するに至った。
彼の経営のもと組合は拡大路線を辿り、1979年（昭和54年）に富国信用組合、1986年（昭和61年）には大阪光信用組合を合併し、1988年（昭和63年）には2200億円の預金量を達成。
バブル期に、大口融資規制を逃れるために系列ノンバンクを次々に設立し、これらに貸し込んだ。

## 破綻の原因
木津信用組合は預金高1兆円（最大時）を超え、一般地方銀行並かそれ以上の規模であった。だが、そのほとんど全てを不動産関係の融資で運用したため、バブル崩壊のあおりを受けて経営が悪化。金融機関という外見こそ持っていたが、その資金運用は投資ファンドのそれに近い、ハイリスク・ハイリターンな投機そのものであった。
また、三和銀行を始めとする都市銀行から紹介預金により、高金利の預金を受け入れていたが、大蔵省の指導により引き上げることになり、その引き上げがいっそう高金利で大口預金者を集め、ハイリスクの融資を行う動機となり破綻の遠因となり、また同じ大阪の東洋信用金庫と共に尾上縫の詐欺事件に関与し、巨額の貸し倒れが発生したことも経営破綻の原因となった。
木津信金にとどめを刺したのが、1995年（平成7年）8月28日のコスモ信用組合破綻処理策の発表で、その際大口預金者の公表と、彼らに対する利率の引下げが行われることが明らかとなった。そのため以前から経営に不安の持たれていた、当信組からの預金流出が加速した。破綻の直前に住専問題で後に問題となる末野興産が、386億円を引き出していたことも明らかになっている。

## 破綻後の取り扱い
預金保険機構からのペイオフコスト5146億円を越える1兆44億円の資金贈与を受けることにより預金は全額保護され、定期預金の満期前解約が不可となった以外、すべて払い戻しに応じた。しかしながら預金同様に販売されていた抵当証券は保護されなかったため、元本割れが生じた。払い戻しの際は日銀特融が1億円紛失する事件が発生している。
その後店舗が順次統合され、最終的に本店一店舗になった後、1997年（平成9年）2月24日に整理回収銀行大阪支店に移管された。さらに整理回収銀行大阪支店の業務は東京の本店に移管されて、預金の払い戻しを受け付けている。
破綻直後取り付け騒ぎが起き、支店の来店客のほぼ全ての客が預金を全額おろす客となったため、支店から出てきた客を尾行して人気がなくなったところで強盗するという事件が頻発した。

## 沿革
- 1953年10月30日 大阪市浪速区にある木津卸売市場で、生鮮食料品を取り扱う業者の扶助組織として創立。
- 1979年2月28日 富国信用組合を吸収合併。
- 1986年7月1日 大阪光信用組合を吸収合併。
- 1995年8月30日 大阪府より預金払い戻し以外の業務停止命令を受ける。この日の命令発表前には取り付け騒ぎが発生。
- 1997年2月 株式会社整理回収銀行（現在の整理回収機構）に営業譲渡。